# Formula Drift

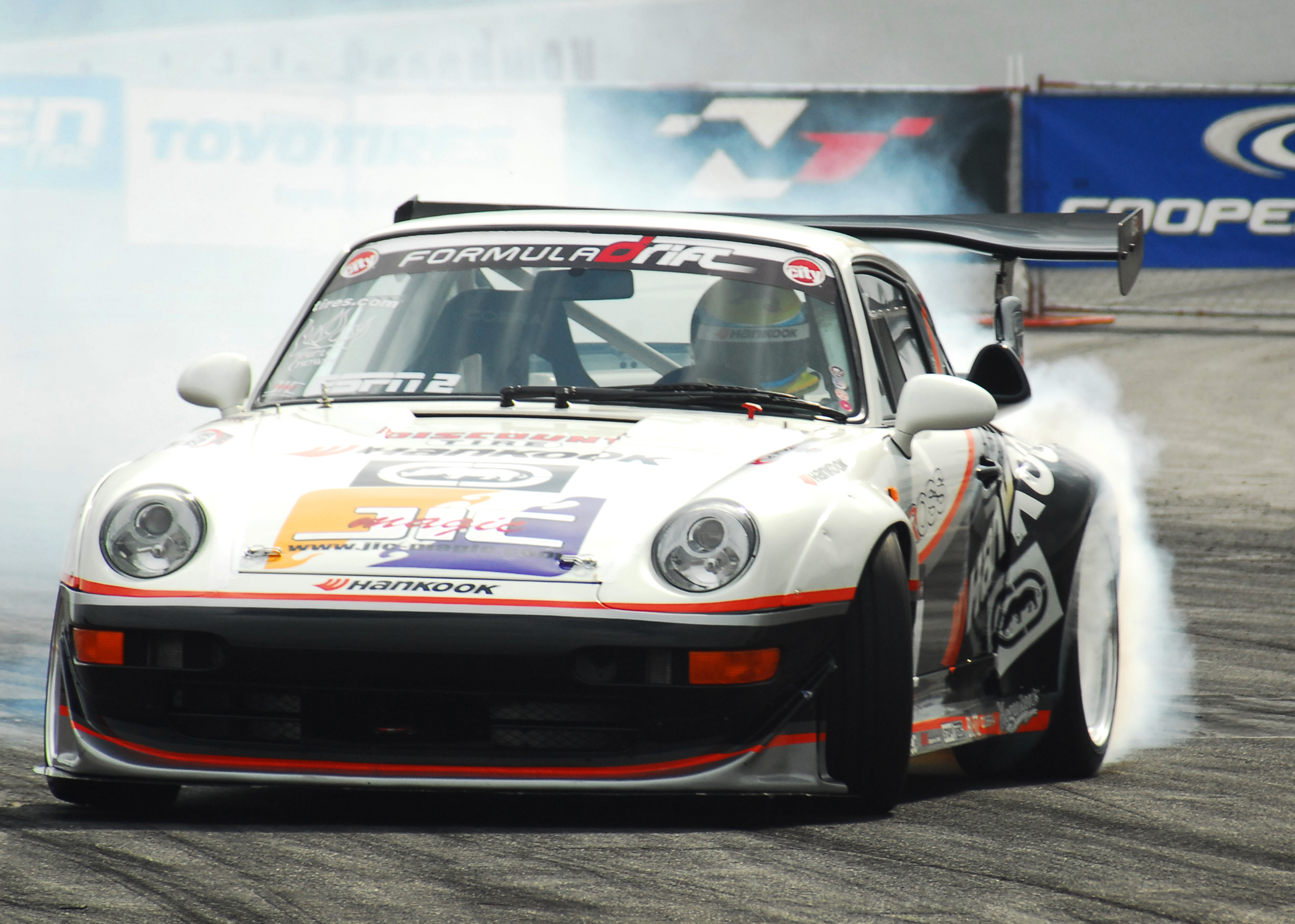
Porsche 911 Turbo de Tyler McQuarrie derrapando en Irwindale 2007.

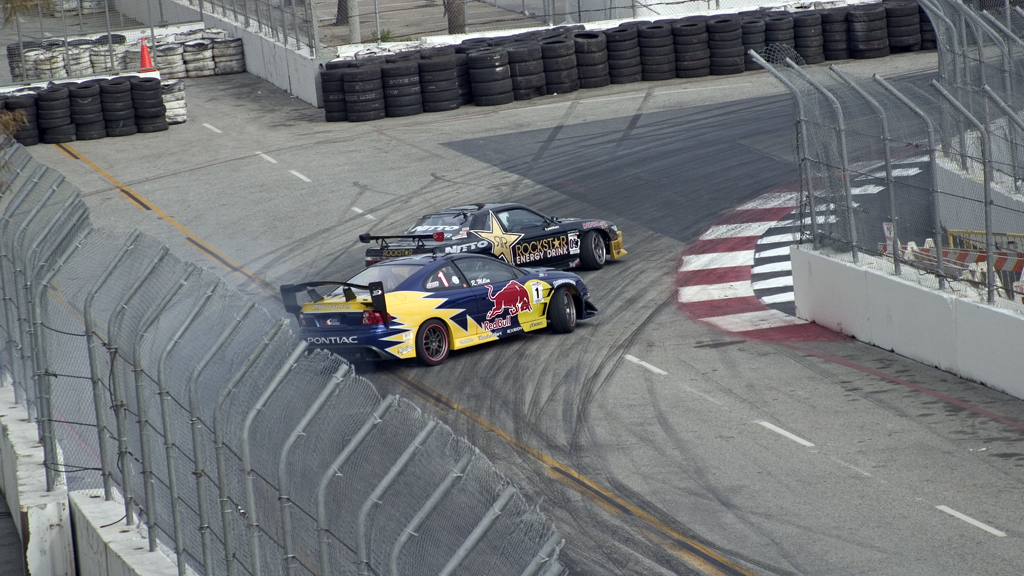
Persecución en Long Beach 2006.

La Formula Drift, coloquialmente llamada Formula D, es un campeonato de drifting disputado en Estados Unidos desde el año 2004, equivalente al D1 Grand Prix de Japón. Los pilotos compiten derrapando sus automóviles y son puntuados según su estilo de derrape, tomando elementos como velocidad, duración, ángulo de derrape y distancia a los bordes de la pista. Cada fecha se compone de eliminatorias con carreras en tándem.
El reglamento técnico y deportivo no es totalmente idéntico al del D1GP. Por ejemplo, los descapotables pueden correr con el techo plegado o desplegado; el sistema de puntuación es distinto; y no se permite adelantar al rival en las carreras en parejas, salvo cuando el primer piloto comete un error.

## Circuitos
A lo largo de las temporadas, la Fórmula Drift se disputó en circuitos como los de Long Beach, Road Atlanta, Sears Point, Irwindale, Las Vegas, Portland, y Cleveland.

## Campeones

### Categoría PRO

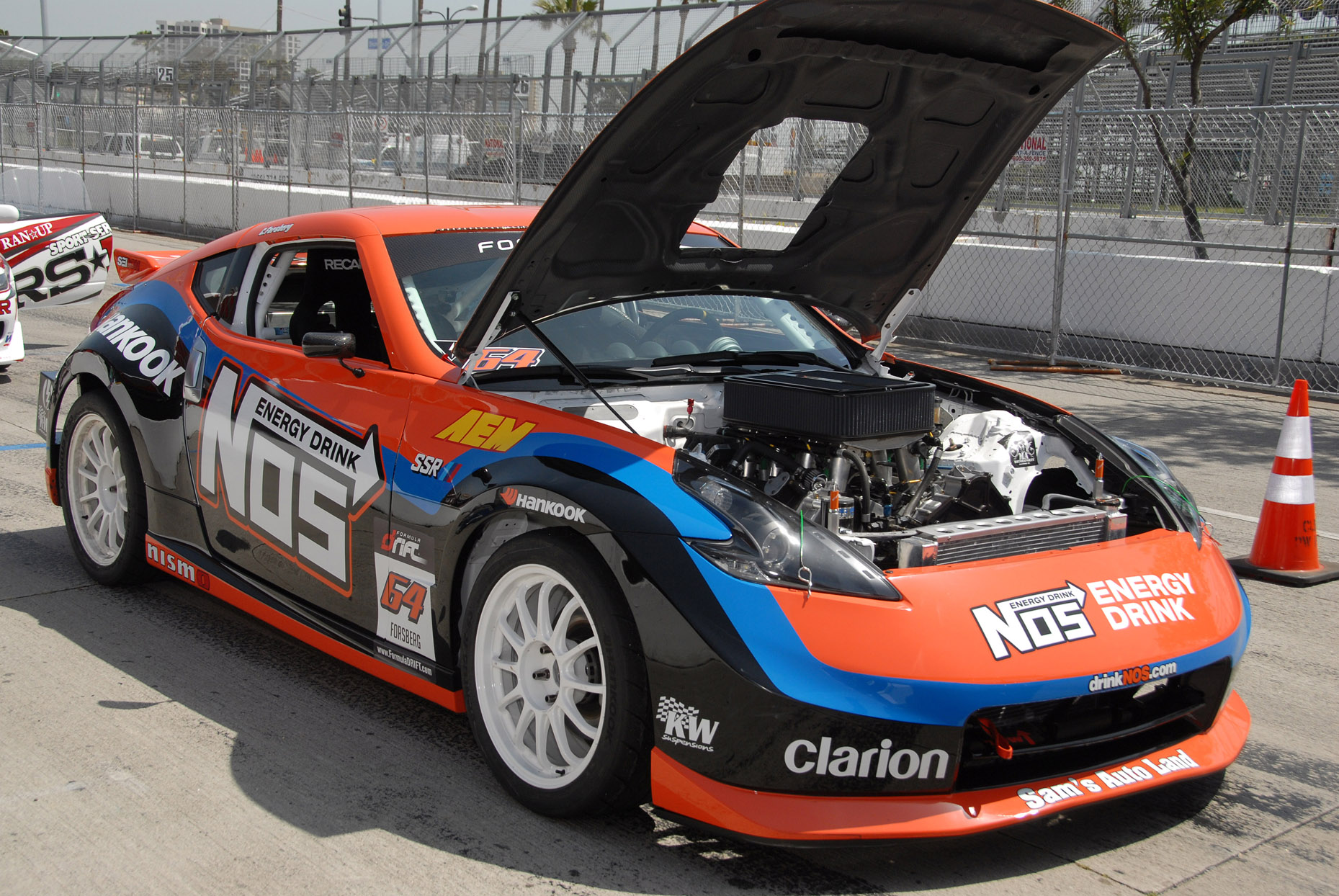
Nissan 370Z de Chris Forsberg, tres veces campeón de la categoría.

| Año  | Piloto            | Automóvil         |
| ---- | ----------------- | ----------------- |
| 2004 | Samuel Hübinette  | Dodge Viper       |
| 2005 | Rhys Millen       | Pontiac GTO       |
| 2006 | Samuel Hübinette  | Dodge Viper       |
| 2007 | Tanner Foust      | Nissan 350Z       |
| 2008 | Tanner Foust      | Nissan 350Z       |
| 2009 | Chris Forsberg    | Nissan 350Z       |
| 2010 | Vaughn Gittin Jr. | Ford Mustang      |
| 2011 | Daijiro Yoshihara | Nissan 240SX      |
| 2012 | Daigo Saito       | Lexus SC          |
| 2013 | Michael Essa      | BMW M3            |
| 2014 | Chris Forsberg    | Nissan 370Z       |
| 2015 | Fredric Aasbø     | Scion tC          |
| 2016 | Chris Forsberg    | Nissan 370Z       |
| 2017 | James Deane       | Nissan Silvia S15 |
| 2018 | James Deane       | Nissan Silvia S15 |
| 2019 | James Deane       | Nissan Silvia S15 |
| 2020 | Vaughn Gittin Jr. | Ford Mustang      |
| 2021 | Fredric Aasbø     | Toyota Supra      |

### Categoría PROSPEC
| Año  | Piloto           | Automóvil         |
| ---- | ---------------- | ----------------- |
| 2014 | Dan Savage       | Mazda RX-8        |
| 2015 | Alex Heilbrunn   | BMW M3            |
| 2016 | Marc Landerville | Nissan 240SX      |
| 2017 | Kevin Lawrence   | Nissan Silvia S14 |
| 2018 | Travis Reeder    | Nissan Silvia S13 |
| 2019 | Trenton Beechum  | Ford Mustang      |
| 2020 | Dmitriy Brutskiy | BMW E46           |
| 2021 | Dmitriy Brutskiy | BMW E46           |